# Джозеф, Матео
Мате́о Джо́зеф Ферна́ндес-Регати́льо (исп. Mateo Joseph Fernández-Regatillo; родился 10 октября 2003) — испанский и английский футболист, нападающий клуба «Лидс Юнайтед», выступающий на правах аренды за «Мальорку».

## Клубная карьера
Выступал за футбольные академии испанских клубов «Расинг Сантандер» и «Эспаньол». В январе 2022 года перешёл в английский клуб «Лидс Юнайтед», подписав трёхлетний контракт. 9 ноября 2022 года дебютировал в основном составе «Лидс Юнайтед» в матче Кубка Английской футбольной лиги против «Вулверхэмптон Уондерерс». Три дня спустя дебютировал в Премьер-лиге в матче против «Тоттенхэм Хотспур».

## Карьера в сборной
В марте 2023 года дебютировал за сборную Англии до 20 лет. 25 марта 2023 года сделал «дубль» в матче против сверстников из США.

## Личная жизнь
Матео родился в Испании в семье англичанина антигуанского происхождения и испанки. Имеет испанское и британское гражданства.

## Достижения
«Лидс Юнайтед»
- Победитель Чемпионшипа Английской футбольной лиги: 2024/25